# Georg Ludwig von Breuning
Georg Ludwig Breuning, ab 1808 von Breuning (* 23. März 1750 in Plieningen; † 18. Juli 1814 in Stuttgart), war ein württembergischer Oberamtmann.

## Leben und Werk
Der Sohn eines Amtmanns studierte von 1768 bis 1772 Jura in Tübingen. Er begann seine berufliche Laufbahn 1772 als Auditor beim Herzoglichen Regiment Grenadiers à cheval. 1774 wurde er Auditor der Kavallerie. 1779 bis 1802 war er als Oberamtmann und Keller in Rosenfeld tätig. Von 1802 bis 1808 leitete er als Oberamtmann das Oberamt Herrenberg. Zwischen 1808 und 1811 war er Oberjustizrat bei Ersten Senat in Esslingen. 1811 bis 1814 übernahm er als Oberamtmann die Leitung des Amtsoberamts Stuttgart mit dem Charakter eines Oberregierungsrats.

## Ehrungen, Nobilitierung
Georg Ludwig Breuning wurde 1808 mit dem Ritterkreuz des Württembergischen Zivilverdienstordens ausgezeichnet, welches mit dem persönlichen Adelstitel (Nobilitierung) verbunden war.